# Kindibo
Kindibo est une localité située dans le département de Tougo de la province du Zondoma dans la région Nord au Burkina Faso. Le village accueille l'un des cinq sites de métallurgie ancienne du fer burkinabè classés en 2019 au Patrimoine mondial de l'Unesco.

## Géographie
Kindibo est situé à environ 9 km au sud-ouest du centre de Tougo, le chef-lieu du département, et à 20 km à l'est de Gourcy (sur la route reliant ces deux villes) et de la route nationale 2.

## Économie
Kindibo possède une longue tradition de forgerons pour les hommes, ayant créé un site semi-industriel (sur 44 ha) de production métallurgique depuis plusieurs siècles (sans que les dates et origines soient actuellement bien déterminées), et de porterie pour les femmes. Le village possède également un important marché local permettant les échanges commerciaux dans le secteur.

## Santé et éducation
Depuis 2019, Kindibo possède un centre de santé et de promotion sociale (CSPS) – composé d'un dispensaire, d'une maternité, de logements, d'un dépôt pharmaceutique et d'un forage – financé par l'ONG italienne Campo Di Lavoro pour un coût de 180 millions de FCFA (environ 275 000 euros), tandis que le centre médical avec antenne chirurgicale (CMA) de la province se trouve à Gourcy.

## Culture et patrimoine
Le village possède des hauts fourneaux de réduction du minerai de fer datant du IIe millénaire de notre ère et classés le 5 juillet 2019 au Patrimoine mondial de l'Unesco avec quatre autres sites (Tiwêga, Yamana, Békuy et Douroula qui possède les plus anciens vestiges) dans un ensemble de métallurgie ancienne au Burkina Faso,,. En juin 2020, le ministre de la Culture, des Arts et du Tourisme burkinabè, Abdoul Karim Sango, visite le site en présence des autorités locales.